# Via de' Girolami
Via de' Girolami è un'antica strada del centro storico di Firenze, che va da via de' Georgofili a piazza del Pesce, vicino ponte Vecchio. Il tratto più vicino al ponte è chiamato anche volta de' Girolami, poiché coperto da un cavalcavia. 

## Storia

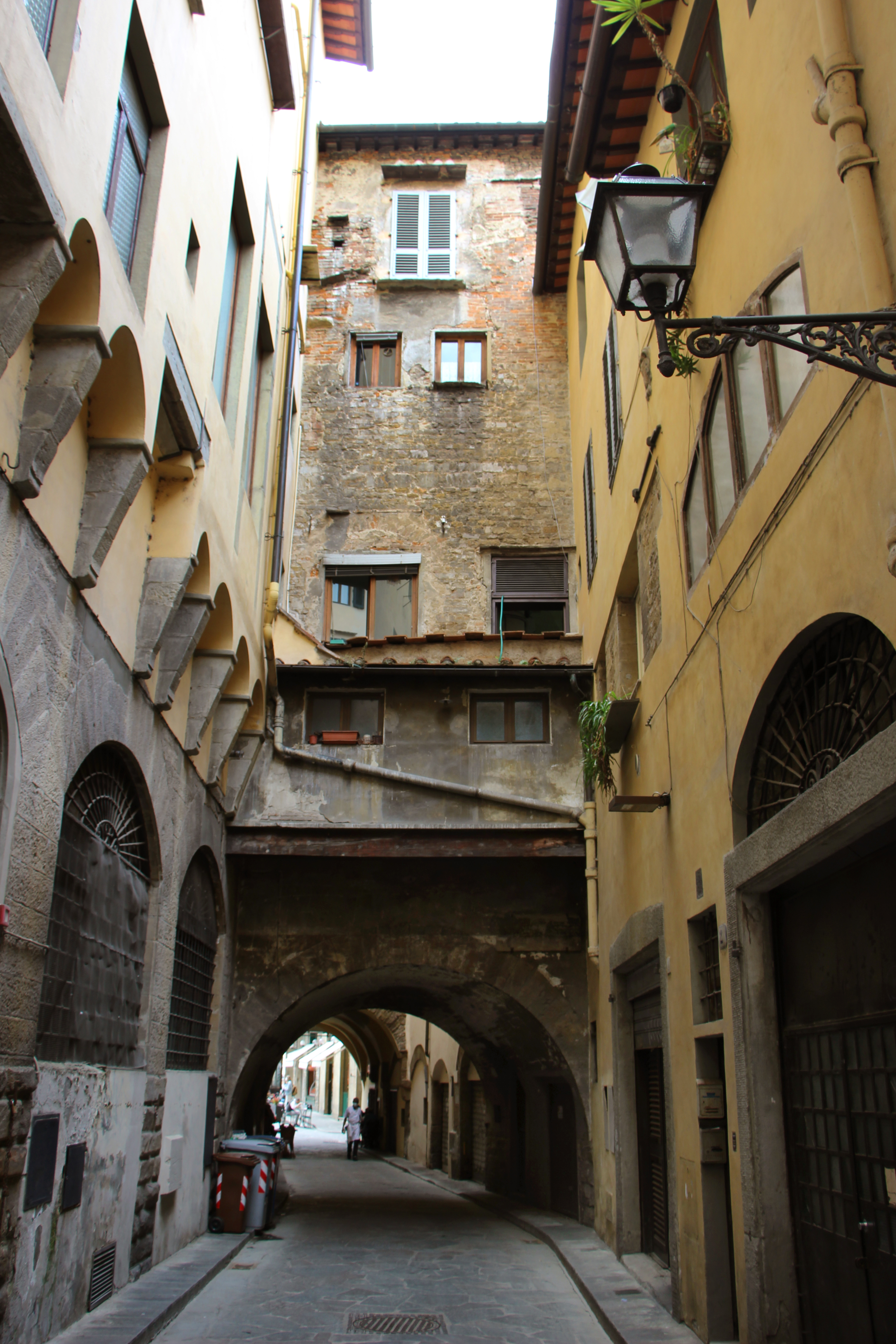
Veduta della strada

La denominazione è antica, attestata almeno dal XVII secolo, e non ha subito mutazioni se non per alcune variazioni tra via, volta o volte dei Girolami. Il riferimento è all'antica famiglia Girolami, che qui aveva case e possedimenti. Sul lato sud della strada si trova infatti il retro del palazzo dei Girolami, affacciato sul lungarno degli Archibusieri, e a un isolato di distanza si trovavano le distrutte case e torre dei Girolami, tra via Lambertesca e via Por Santa Maria. 
La strada fu solo marginalmente danneggiata dalle mine dell'agosto 1944, mentenendo il suo aspetto medievale, dato dalla presenza di due passaggi voltati in pietra, che ne caratterizzano la piotoresca veduta d'insieme. Tuttavia il carattere dimesso della strada, mortificato dal passaggio veicolare che impedisce ad esempio la presenza di tavolini all'aperto, ne fa un luogo poco frequentato pur nella zona centralissima tra Uffizi e Ponte Vecchio.

## Descrizione
La strada è caratterizzata dalla presenza di tre passaggi coperti, uno con vosta a botte con arco a tutto sesto profilato in pietra, l'altro con ben tre campate di volte a crociera sostenute da rustici peducci in boze di pietraforte, l'ultimo (presso via dei Georgofili) è a botte e vi si aprono sotto diversi ampi portali un tempo adibiti a rimesse di carrozze. Tutte e tre le volte sono rappresentate nella pianta del Buonsignori (1594). 

### Edifici
Sul lato sud della strada si allineano i prospetti posteriori dei palazzi dell'Hotel degli Orafi (con ingresso da via dei Georgofili), dei Girolami (sul lungarno) e dei Mori Ubaldini-Bigatti (con ingresso dal lungarno e dalla piazza del Pesce). Si tratta di prospetti senza particolari valori architettonici, se non alcune estese porzioni dell'antico paramento in pietraforte lasciato a vista e la presenza di beccatelli e archetti per estendere i volumi dei piani superiori. 
Gli edifici sul alto nord invece sono addossari all'ex-convento di Santo Stefano al Ponte.

### Lapidi
Murata sul lato interno della volta che sbuca in piazza del pesce si trova una lapide dei Signori Otto, datata 1702, con un bando che proibisce alle prostitute di abitare nella via. Sebbene oggi sia solo aprzialmente leggibile, è nota nel testo integrale da trascrizioni.
| GLI SPETTTABILI SS. OTTO DI GVARDIA E BALIA DELLA CITTÀ DI FIRENZE PROIBISCONO A TUTTE LE MERETRICI DESCRITTE AL LORO OFFIZIO ET QVALSIVOGLIA ALTRA DONNA DI MALA VITA L'ABITARE IN FVTVRO IN QVALSIASI CASA DELLA STRADA CHE È SOTTO LE VOLTE DELLE CARROZZE DI S.A.R. E VICINO ALLE MEDESIME A BRACCIA 100 PER OGNI VERSO SOTTO LA PENA DI SCVDI 2 DI CATTURA E DELL'ARBITRIO DEL MAG.° ILL. GIVSEPPE VESINI CANC. MAGG. |

La lapide si riferisce al passaggio delle carroze verso le scuderie granducali che si trovavano in via dei Georgofili (detta appunto via o volta delle Carrozze), proibendo alle meretrici si prendere casa in queste strade per decenza, puna una multa di due scudi e l'"arbitrio" del magistrato illustrissimo, che poteva aggravare la pena anche con punizioni corporali e bandi, il tutto firmato dal Cancelliere maggiore Giuseppe Vesini.

### Tabernacoli

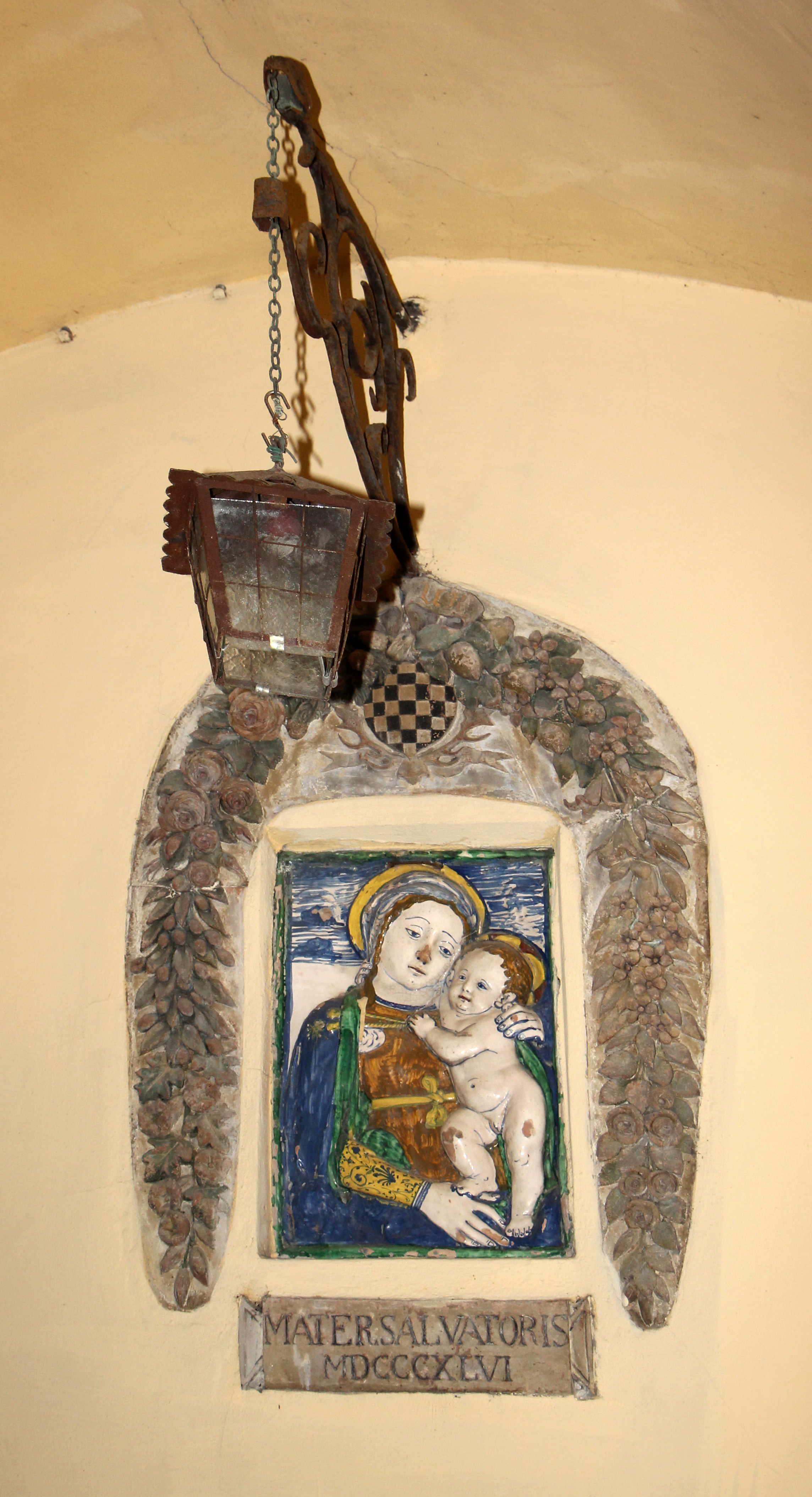
Il tabernacolo di palazzo Mori Ubaldini

Sotto la volta maggiore presso la piazza del Pesce, lato sud, si trova un tabernacolo con una Madonna col Bambino in terracotta invetrata che replica un fortunato prototipo di Benedetto da Maiano; ha una cornice di festoni a stucco, su cui si trova lo stemma dei Mori Ubaldini (proprietari del palazzo su cui è addossato), la lanterna con braccio originale, un fregio con la data 1846 e la scritta Mater Salvatoris e, in basso, una buchetta in cui venivano raccolte le offerte e i materiali per il mantenimento del lume notturno.
Sul lato opposto, in una nicchia, si trova una statua acefala che la tradizione dice rappresentare il vescovo san Zanobi e che sarebbe stata ritrovata tra le macerie della torre dei Girolami, famiglia di cui il santo avrebbe fatto parte. Viene datata al XIV secolo.

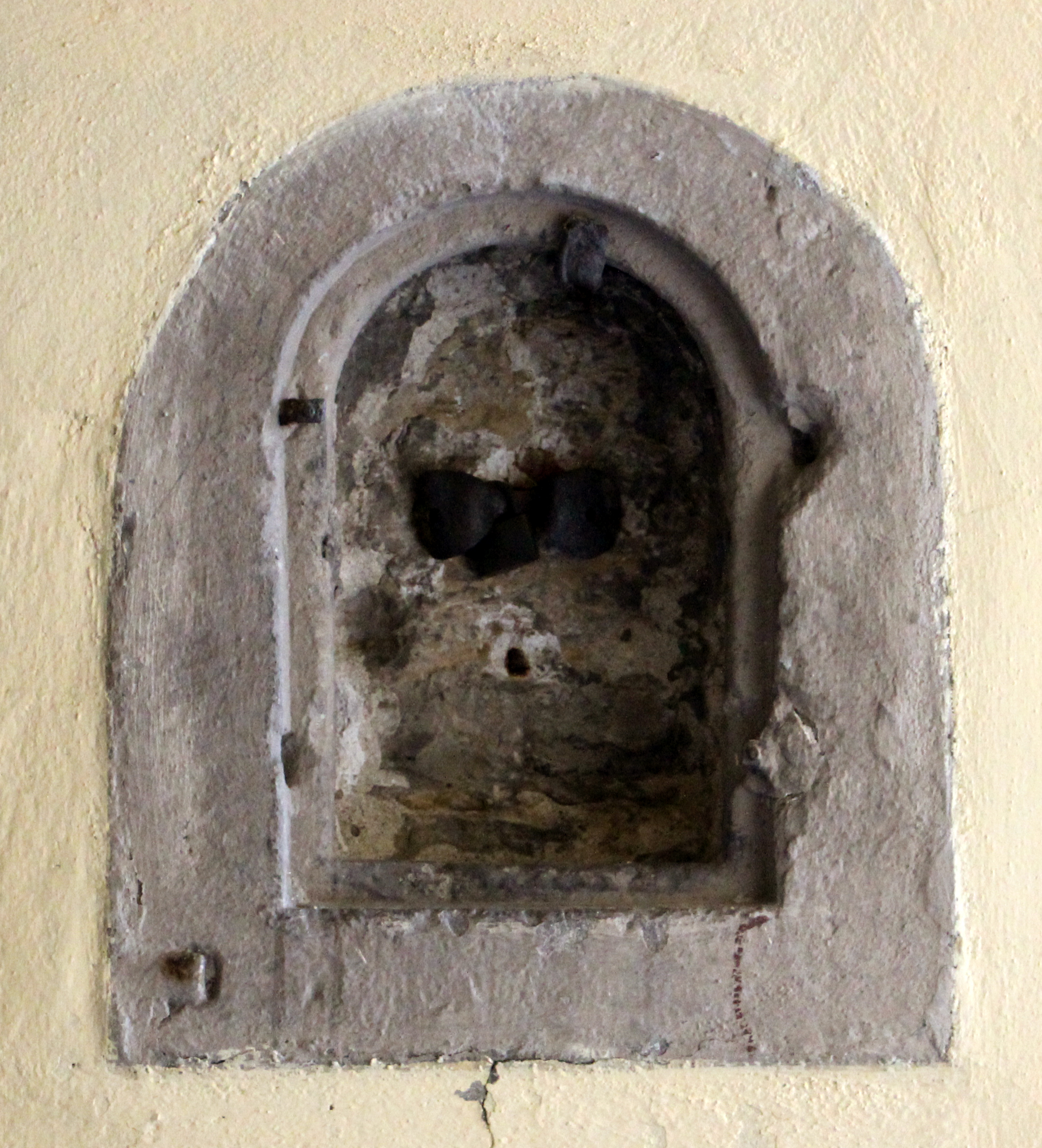
La buchetta per l'olio della lampada e per le elemosine
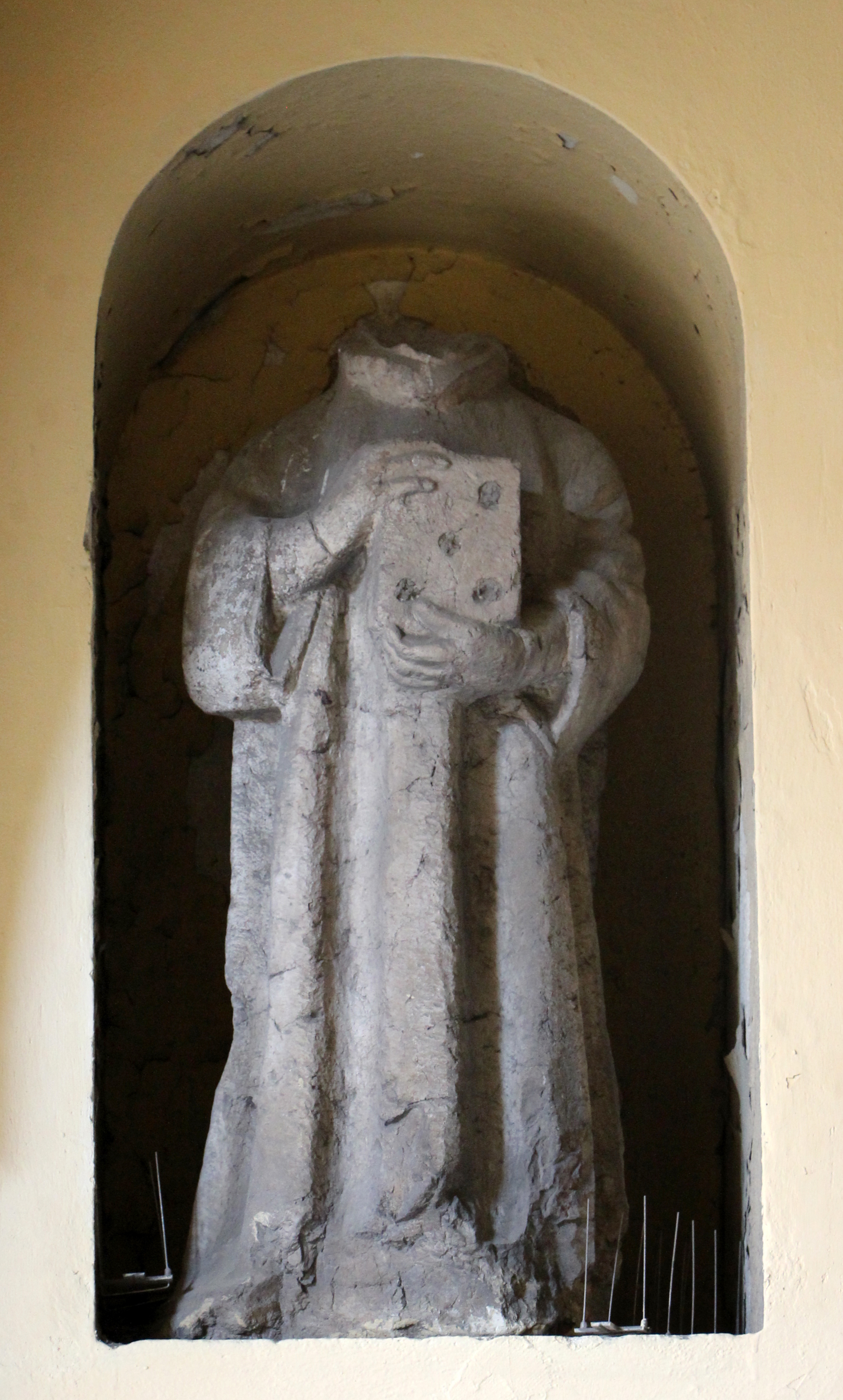
La statua di san Zanobi